# Município de Rey

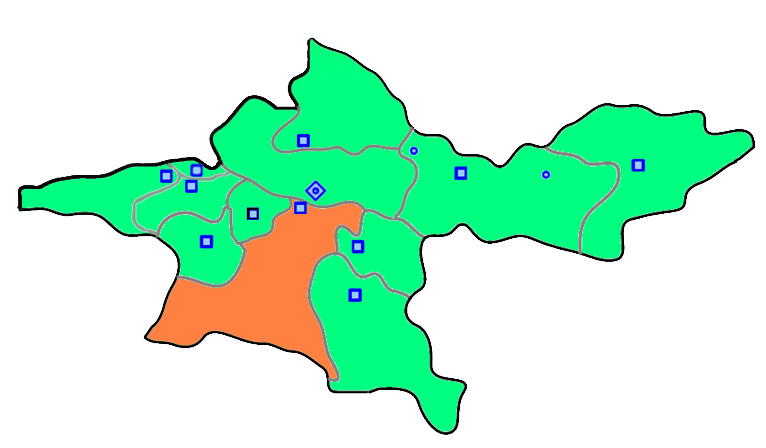
Localização do município na província de Teerã

O município de Rey (em persa: ری) é um município da província de Teerã, no Irã. Sua capital é a cidade de Rey.